# فرانتس فرانيتسكي
فرانتس فرانيتسكي (بالألمانية: Franz Vranitzky) (و. 1937 – م) هو سياسي، عالم اقتصاد من النمسا.

## روابط خارجية
- فرانتس فرانيتسكي على موقع IMDb (الإنجليزية)
- فرانتس فرانيتسكي على موقع الموسوعة البريطانية (الإنجليزية)
- فرانتس فرانيتسكي على موقع مونزينجر (الألمانية)
- فرانتس فرانيتسكي على موقع إن إن دي بي (الإنجليزية)
- فرانتس فرانيتسكي على موقع ديسكوغز (الإنجليزية)
- فرانتس فرانيتسكي على موقع الاتحاد الدولي لكرة السلة (الإنجليزية)